# Walter Lütgehetmann
Walter Lütgehetmann (* 6. Februar 1914 in München; † 26. April 1967 in Frankfurt am Main) war ein deutscher Billardspieler, der für den Billard Club Frankfurt 1912 spielte.

## Leben
1914 in München geboren und die ersten Lebensjahre verbracht, betrieb sein Vater in der Zeppelinstraße in der Au ein Café. Die Familie zog 1918 zunächst nach Freiburg, später dann nach Berlin und schließlich nach Frankfurt am Main, wo sie ein Billard-Casino betrieben. Mit 10 Jahren nahm er zum ersten Mal einen Queue in die Hand, mit 15 verschrieb er sich diesem Sport ganz. Wie schon sein Vater und Großvater erlernte auch Walter das Hotelfach. Als 19-Jähriger holte er bei seinem ersten Turnier gleich die Meisterschaft der zweiten Klasse. Als er später dann zu den „Großen“ aufgeschlossen hatte, erkämpfte er sich 1935 den ersten Titel als Deutscher Meister (Cadre 45/2), 35 weitere sollten noch folgen, der letzte kam im November 1958 hinzu. Im Krieg verlor er 1942 den Mittelfinger der linken Hand, es blieb ihm nur ein kleiner Rest. Aber nach unermüdlichem Training lernte er auch damit umzugehen, hilfreich war ihm dabei, dass er schon früh gelernt hatte auch mit der linken Hand zu spielen. So konnte er auch scheinbar ausweglose Spielsituationen meistern ohne den Hilfsqueue zur Hilfe zu nehmen. Um sein Geschäft in Frankfurt wieder aufzubauen, verzichtete er nach dem Krieg auf die Verteidigung seines WM-Titels 1954 in Buenos Aires. Neben dem Billard war Lütgehetmann außerdem noch recht erfolgreich als Turner, Schwimmer und Judokämpfer gewesen.

## Karriere
Er erhielt 1935 den ersten seiner 23 deutschen Einzel-Meistertitel. Lütgehetmann wurde 1939 Weltmeister im Fünfkampf. Trotz der kriegsbedingten Amputation eines Fingers wurde er 1948 deutscher Meister in Cadre 45/2. Er gewann 1952 und 1953 die Cadre-71/2-Europameisterschaft und 1953 die Cadre-47/2-Europameisterschaft. Nur ein Jahr später folgte sein erster Sieg bei der Einband-Europameisterschaft. 1959 wurde er bei der Cadre-71/2-Weltmeisterschaft in Berlin Vizeweltmeister. 1960 wurde Lütgehetmann deutscher Meister in Cadre 71/2 und 1965 deutscher Vizemeister im Dreiband.
1953 stellte er bei der deutschen Meisterschaft im Cadre 71/2 mit einer Höchstserie (HS) von 254 einen neuen deutschen Rekord auf. Insgesamt stellte er 42 deutsche und 7 Europarekorde auf bzw. ein.

## Tod
Er starb 1967 an einer Tumorerkrankung.

## Erfolge
- Weltmeister im Fünfkampf: Fünfkampf-WM 1939
- Europameister Cadre 71/2: Cadre-71/2-EM 1952, 1953
- Europameister Cadre 47/2: Cadre-47/2-EM 1953
- Europameister im Einband: 1954
- Deutscher Meister (5 × Einband, 4 × Fünfkampf, 3 × Cadre 45/2, 5 × Cadre 47/2, 6 × Cadre 71/2)

## Auszeichnungen
1953 verlieh ihm Bundespräsident Theodor Heuß als erstem Billardspieler das Silberne Lorbeerblatt, die höchste deutsche Auszeichnung im Sport, für seine Leistungen im Billardsport.

## Veröffentlichungen
- Das Rezept: Billardspiel. Kiesewetter, Heidelberg-Rohrbach 1957. (45 Seiten)